# Gastronomía de Serbia

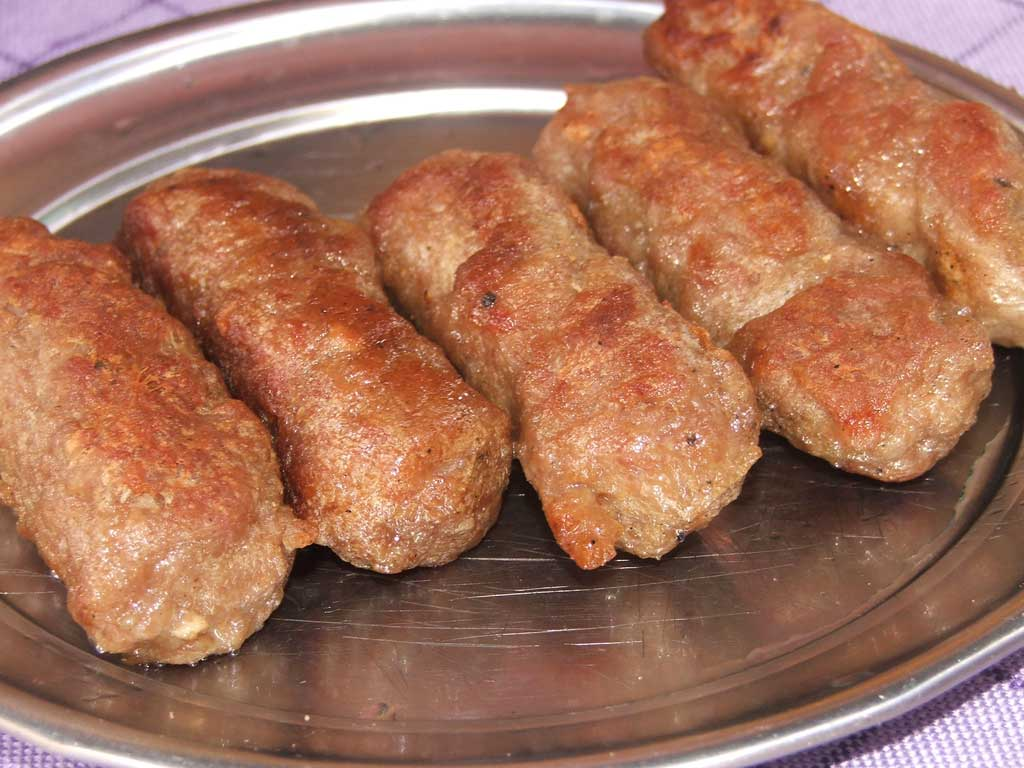
Un popular Ćevapčići serbio.

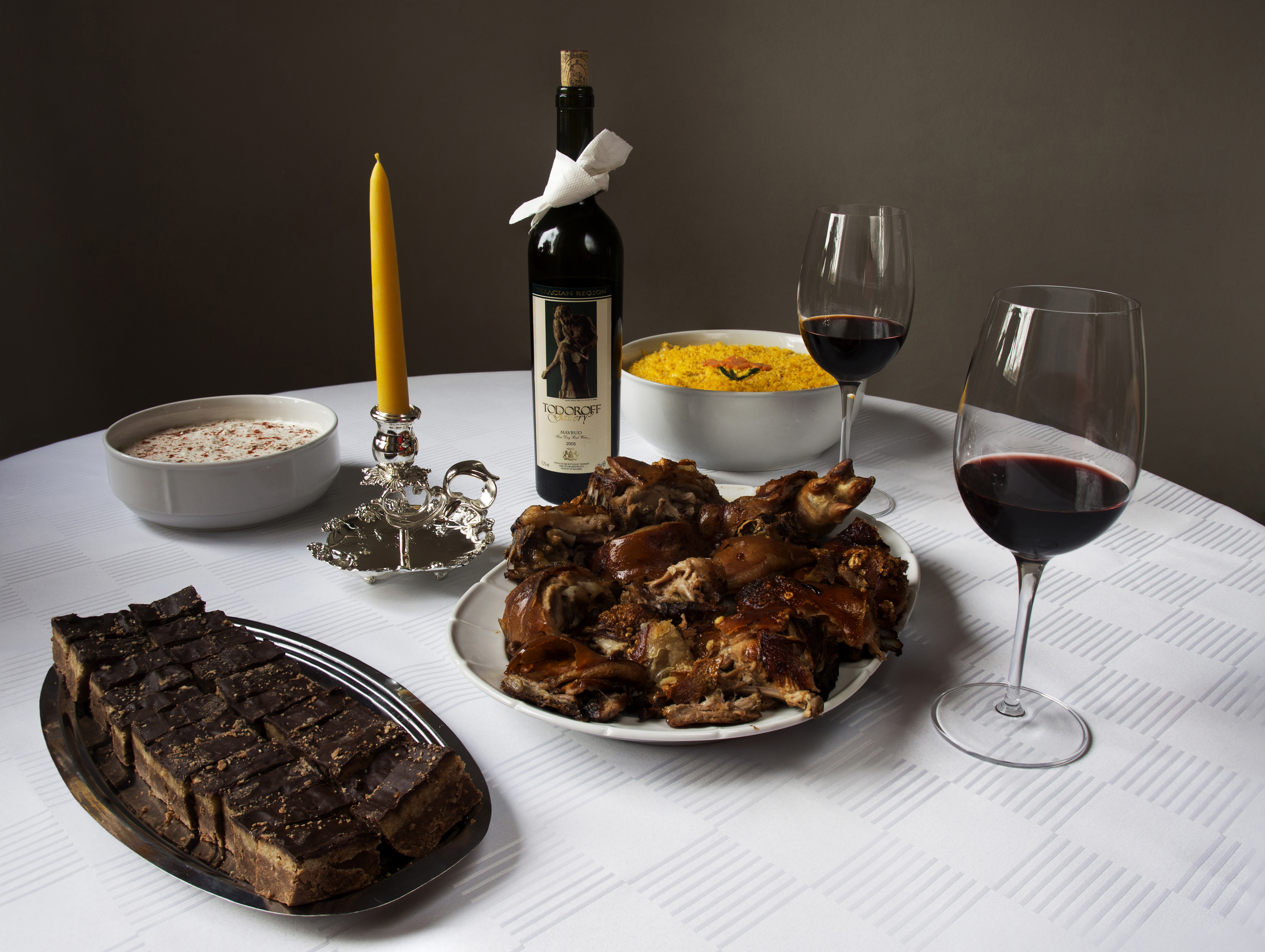
Típica mesa navideña serbia.

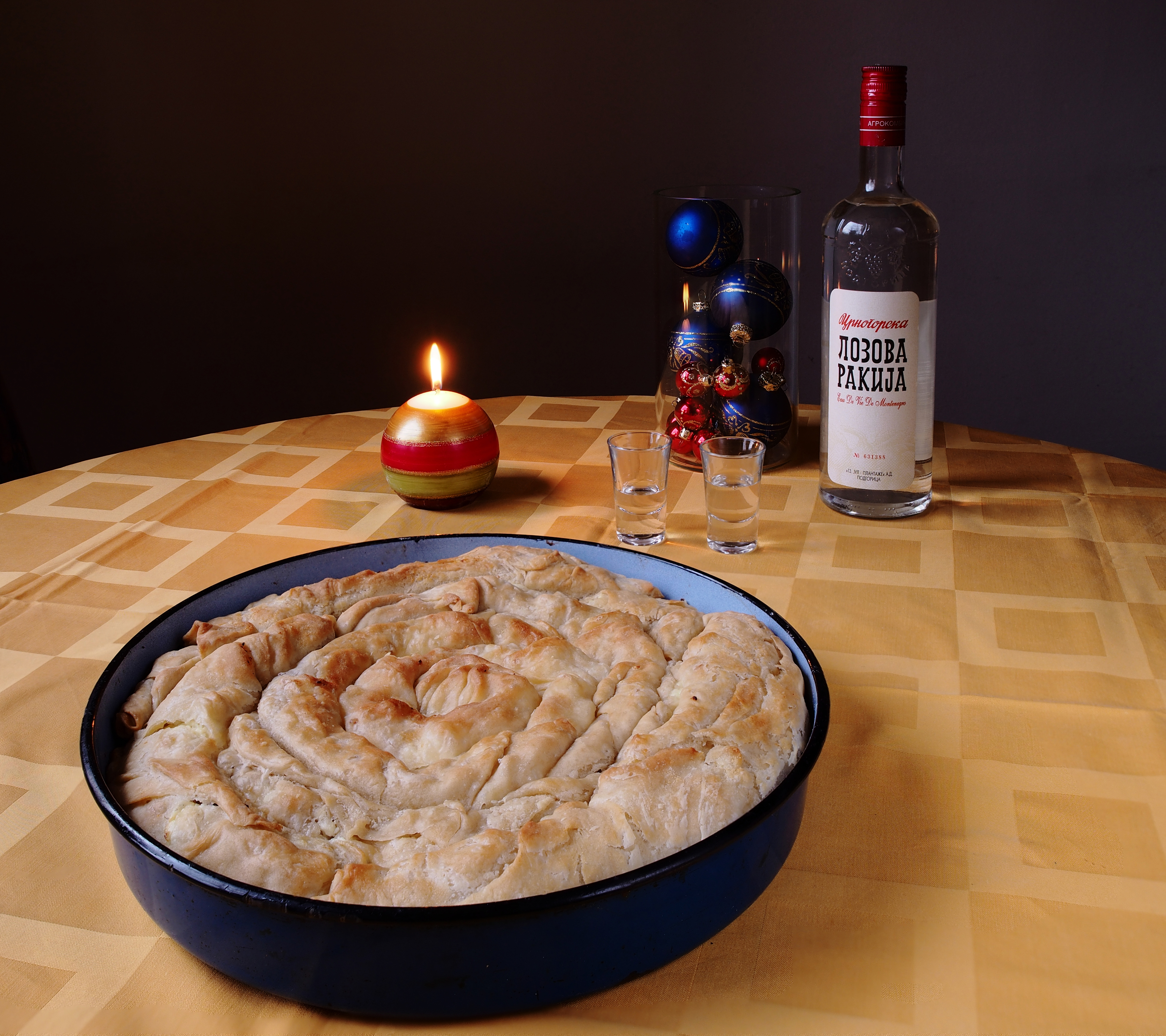
Pastel enrollado.

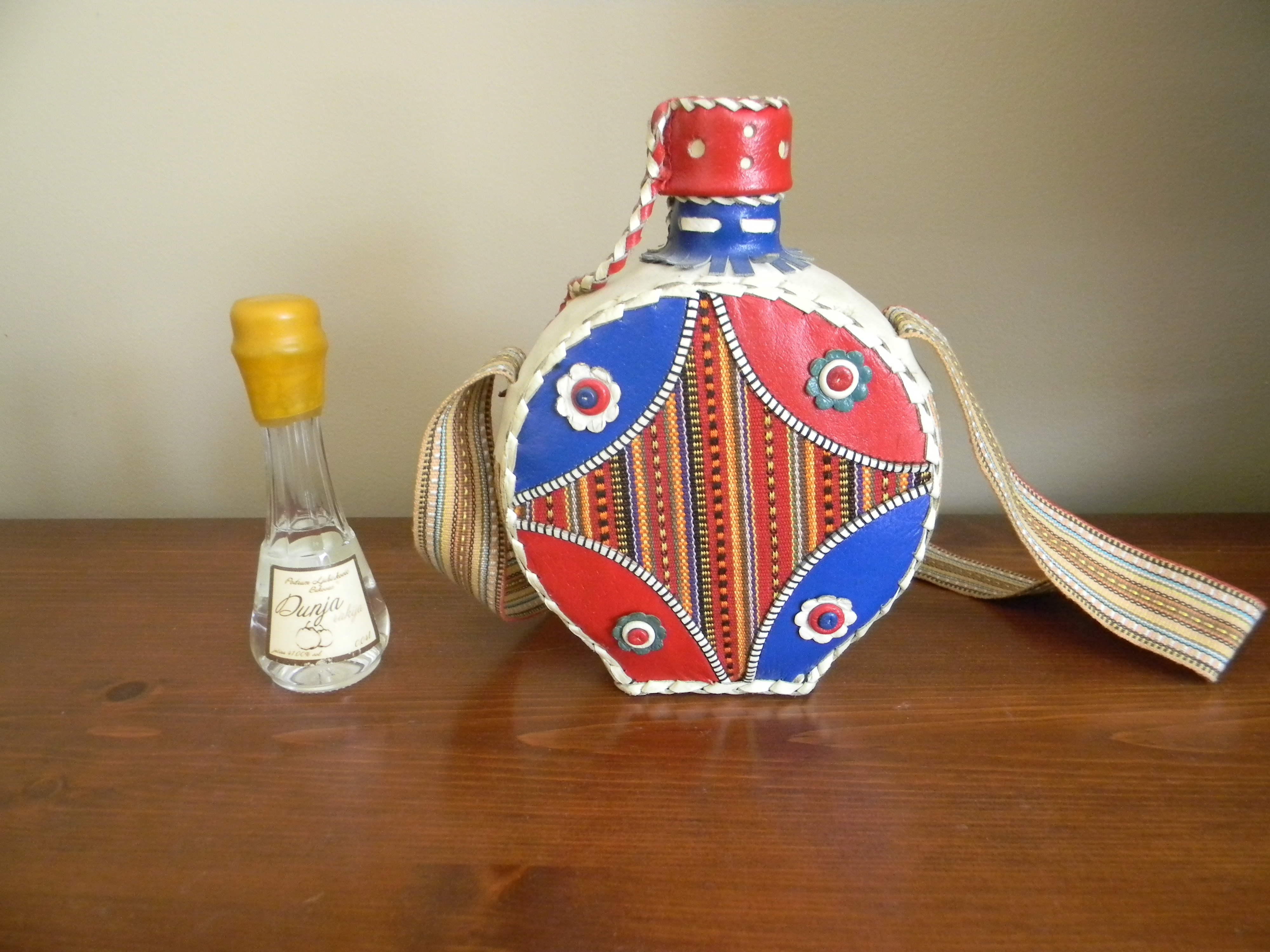
Rakia en botella especial, es la bebida nacional de Serbia.

La gastronomía de Serbia posee la influencia directa de la cocina mediterránea, en especial: la cocina griega, la cocina turca y la húngara, lo que le confiere un carácter puramente heterogéneo. La cocina serbia es una mezcla de diversas tradiciones y se puede notar en las diversas golosinas tales como los koljivo, el baklava, el štrudla y la sachertorte que conviven en perfecta armonía. En los tiempos recientes la diáspora serbia ha empezado a divulgar a lo largo del mundo algunos sus más típicos platos.

## Costumbres
La mayoría de las personas en Serbia tienen por costumbre comer tres veces al día: desayuno, almuerzo y cena, la influencia mediterránea introdujo el almuerzo dilatado en el tiempo en las costumbres culinarias serbias ya que tradicionalmente se servido el desayuno y la cena, siendo el almuerzo un simple aperitivo. Estas costumbres han empezado a introducirse desde comienzos del siglo XIX. En serbia se disfruta al igual que en otras cocinas del este del mediterráneo los muy populares mezze.

## Ingredientes

### Verduras
Las ensaladas de verduras son muy celebradas entre la cocina serbia, de esta forma se tiene la srpska salata que lleva tomates, pimientos cebollas, la šopska salata al igual que la srpska salata (denominada también 'ensalada serbia' - српска салата o srpska salata) que incluye queso. La urnebes salata. La krompir salata (Ensalada de patatas, la ruska salata que es una especie de ensaladilla rusa con pollo picado y diversas verduras sobre mahonesa. A veces se hacen salsas especiales como el ajvar que participan en diferentes platos.
Algunas verduras forman parte del proceso de acompañamiento de platos, como por ejemplo la col, que a veces se fermenta en sauerkraut y forma parte de estofados como el podvarak. Con la col se rienen las famosas sarmas (que a veces se enrollan también con hojas de vid). Los calabacínes rellenos (punjene tikvice) y las mismas berenjenas son ingredientes de platos tradicionales serbios.
En el terreno de los cereales existen ciertas preparaciones de pan interesantes, por ejemplo el česnica es un pan elaborado para la celebración de la Navidad. El pan forma parte de la cocina serbia y eslava siendo a veces un alimento simbólico, por ejemplo el pan y sal forma parte del saludo eslavo de bienvenida siendo además parte de los ritos religiosos ortodoxos (Dentro de los ritos religiosos se encuentra también el koliva)
, algunas de las preparaciones de pan corrientes son: el somun (conocido también como lepinja), el pan de soda (pogača), el kačamak, un tipo de polenta, cicvara (hecha de la harina de maíz blanco), el  popara, el languš o el burek hecho de un pan especial (phyllo) que generalmente se rellena con queso (el más habitual es feta), carne picada, o vegetales, etc.

### Carne
Las carnes son muy abundantes en la cocina Serbia y rumana, y existen diferentes formas de mostrarse en los platos. Es muy popular asada en las barbacoas, generalmente picada a veces en forma de hamburguesa (pljeskavica) o en las muy populares ćevapčići (o chiftele en rumano) (una especie de albóndigas), o los kebaps (ražnjići), las vešalica, que son tiras asadas de carne, las mućkalica (también llamado mici) (tripas asadas a la barbacoa). Algunas preparaciones complicadas como el Karađorđeva šnicla (chuleta de ternera rellena de kajmak, una especie de producto lácteo), o los famosos sarma (carne picada envuelta en hojas de col fermentada, pero también de vid, o acelgas y entonces se comen con yogúr natural) influencia del Imperio otomano, o bien como los Wiener schnitzel y el gulash (serb.: gulaš) lo pueden ser del mismo Imperio austrohúngaro, mezcladas con pasta como el paprikaš. Es frecuente encontrar carnes curadas o ahumadas o en forma de embutidos como las chorizos (kobasica).

### Pescados
La famosa riblja čorba que es una sopa de diferentes pescados (muy similar a la bullabesa francesa), otro cocido muy popular es la riblji paprikaš, existen preparaciones mediterráneas de los calamares en un plato denominado lignje na žaru (muy similar a los calamares a la romana).

## Dulces
En el terreno de los dulces los hay que tienen un origen balcánico como el tufahije o mediterráneo como el baclava o el alva (o halva) que también es tradicional en otros países como Rumania. Son muy conocidos los makovnjača o štrudla od maka, los urmašice. 

## Bebidas
Serbia es una región muy rica en agua mineral y esta característica se nota en que gran parte de la producción de Europa del Este procede de esta zona, existiendo abundantes marcas y variedades de estas aguas. 
En el terreno de las bebidas alcohólicas el slivovitz que es una bebida alcohólica a base de ciruelas que es considerada la bebida nacional de Serbia. Existen numerosos tipos de brandys bajo la denominación genérica de rakia (bebidas destiladas de origen eslavo - aguardientes). Es muy popular también el pelinkovac, una bebida elaborada de Artemisia absinthium (es más suave que la absenta).